# Chery A5
El Chery A5 es un modelo de automóvil del segmento C producido por la empresa de automóviles china Chery Automobile Co.Ltd. (en chino: 奇瑞汽车), desde el año 2006.
El vehículo tiene diversas denominaciones dependiendo de su motorización, por lo que se le llama Chery A516 al modelo que lleva montado un motor de 1.6L, A518 al modelo que lleva montado un motor de 1.8L y Chery A520 al que se monta con un motor de 2.0L. El Chery A5 IS G/BSG es el primer vehículo híbrido chino  diseñado para su producción en masa.

## Características
Es un modelo de tipo berlina. Está equipado con dirección asistida, elevalunas eléctricos delanteros y traseros, cierre centralizado, espejos retrovisores abatibles, radio CD, elegante tapicería, aire acondicionado, compartimentos detrás del asiento delantero para aprovechar el espacio y sistema antirobo.

## Especificaciones
- Motor ACTECO (diseñado con la cooperación de AVL )
- 1,6 litros (1.597 cc) Potencia máxima 87,5 kW (119,0 cv; 117,3 cv), par máximo 147 Nm. Velocidad máxima 180 km/h
- 1,8 l (1.845 cc) Potencia máxima 97 kW (130 cv), par máximo 170 Nm

velocidad máxima 185 km/h 
- 2,0 litros (1.971 cc) Potencia máxima 102 kW (137 cv), par máximo 182 Nm. Velocidad máxima con transmisión manual: 185 km/h. Velocidad máxima con transmisión automática de 180 km/h

- Transmisión: manual de 5 velocidades y automática de 4 velocidades (opcional sólo disponible con el motor 2.0)
- Tracción: delantera

## Desarrollo ambiental
- Consumo de combustible a 90 km/h (litros por cada 100 km): 6.6/6.8/7.2 L (motor 1.6L/1.8L/2.0L)
- Tipo de emisión: Euro III

## Motor
- 4 cilindros en línea
- Combustible: Gasolina sin plomo